# Mávila Huertas
Mávila Milagros Huertas Centurión (Lima, 24 de diciembre de 1970) es una periodista, escritora, directora de cine y documentalista peruana.

## Biografía
Hija de José Huertas y Amarilis Centurión. Mávila estudió la primaria y la secundaria en el Colegio Sagrados Corazones Belén. Al concluir sus estudios escolares, ingresó a la carrera de Ciencias de la Comunicación en la Universidad de Lima. Colaboró posteriormente con la revista Somos y fue redactora principal de la revista Intercambio.
En 1992, empezó a desempeñarse como reportera de investigación en varios canales de televisión. Integró el equipo periodístico de Contrapunto en Frecuencia Latina y más adelante trabajó bajo la dirección de César Hildebrandt en el programa La clave. Luego de relatar para el Canal A, tuvo a su cargo la realización de reportajes para los noticieros América noticias y Primera edición en América Televisión.
En Panamericana Televisión, Huertas condujo los programas Buenos días, Perú y Reportajes. Como consecuencia de la crisis administrativa del canal, se mudó de casa televisora y presentó el informativo ATV noticias en ATV. Durante varios años, ejerció la docencia en la carrera de Periodismo en la UPC.
En el año 2003, participó como actriz en el largometraje Ojos que no ven, junto con otros destacados actores como Patricia Pereyra, Carlos Alcántara, Gustavo Bueno, Gianfranco Brero, entre otros. También actuó en el cortometraje Desaparecida.
Desde 2004 condujo la edición central del noticiero América noticias en América Televisión, que desempeñó en la línea editorial del canal. Como locutora, condujo brevemente el informativo Hoy por hoy en CPN Radio.
En 2009, publicó el libro Los reyes del mambo, editorial Planeta. Se casó en diciembre de 2009, con el productor Roberto Reátegui, del cual se separó en mayo de 2013.
En 2011, escribió y dirigió el documental Machu Picchu, la joya del emperador. Al año siguiente, estrenó Amazonas, la ruta indomable. A mediados de 2013, se estrenó Frontera azul, mar peruano, y en 2014 Grau, caballero de los mares, que completa la cuatrilogía de documentales.
En 2020 fue elegida como la periodista más influyente de la televisión nacional, según la Encuesta del poder de ese año.
En 2023, la periodista Mávila Huertas se sumó al programa Ampliación de noticias, emitido por RPP. Al año siguiente, regresó a ATV Noticias para obtener su propio espacio de corte policial, argumentando que «había un interés en mí». Este cambio de fuente informativa, que se produjo tras la salida de Juliana Oxenford, generó diversas opiniones.
En el programa de ATV noticias, las estrategias de la periodista para competir con Esto es guerra generaron controversia. Entre ellas, destacan el apodo de «mamá del Perú» que Huertas dio a la madre del futbolista Paolo Guerrero, la presentación de sus programas desde la calle y la coreografía que realizó a lado de una celebridad de internet. Además, dio primicias como revelar a una «mediática conductora de televisión» que había recibido dinero de Andrés Hurtado. Según Expreso, Willax acusó a Huertas de copiar las coberturas de su noticiero Contracorriente de Augusto Thorndike.

## Trabajos en televisión

### Presentadora
- Buenos días, Perú (Panamericana Televisión, 2001-2003)
- Reportajes (Panamericana Televisión, 2003)
- ATV noticias (ATV, 2003-2004)
- América noticias: Edición central (América Televisión, 2004-2020)
- Pequeños gigantes (América Televisión, 2013). Jueza invitada.
- Primero a las 8 (Canal N, 2013-2017)
- 2017 (Canal N, 2017)
- 2018 (Canal N, 2018)
- 2019 (Canal N, 2019)
- 2020 (Canal N, 2020)
- 2021 (Canal N, 2021)
- Cuarto poder (América Televisión, 2020)
- Mávila en Nativa (Nativa TV, 2021-2022)
- 2022 en 24 horas (Panamericana Televisión, 2022)
- 2023 en 24 horas (Panamericana Televisión, 2023)
- Panorama (Panamericana Televisión, 2022-2023)
- Ocurre ahora (ATV, 2024-Actualidad)

### Reportera
- Contrapunto (Frecuencia Latina, 1992-1995)
- La clave (Global Televisión, 1996)
- América noticias (América Televisión, 1997-2001)

### Documentales
- Machu Picchu, la joya del emperador (América Televisión, 2011)
- Amazonas, la ruta indomable (América Televisión, 2012)
- Frontera azul, mar peruano (América Televisión, 2013)
- Grau, caballero de los mares (América Televisión, 2014)

## Controversias

### Desprestigio durante las elecciones generales de 2021
El 23 de abril de 2021, la directora del área periodística de América Televisión y Canal N, Clara Elvira Ospina, fue despedida de su cargo con 70 % a favor del accionariado de El Comercio versus el 30 % de La República. El 11 de mayo de 2021, Gilberto Hume fue designado como nuevo director del área periodística.
Desde ese momento, Huertas se volvió cómplice del mal manejo de la línea editorial por parte de Hume y la parcialidad a favor de Keiko Fujimori. E incluso en el programa 2021, de Canal N, entrevistó a Gisela Valcárcel cuando decidió apoyar abiertamente a Keiko Fujimori.
Sin embargo, el peor rechazo que sufrió Huertas fue cuando, el 20 de junio de 2021, entrevistó a Arturo Arriarán, que presentó un criptoanálisis falso, planteado por Carlos Raffo, donde supuestamente demuestra que hubo un factor interno que hizo que el candidato izquierdista Pedro Castillo gane las elecciones. Debido a eso, renunció a Cuarto poder y cayó en mal estado su salud.
En agosto retorna, pero esta vez solo a Canal N, donde continuó con su programa de entrevistas. Sin embargo, luego de que su canal calificara el ataque a la presentación del libro de Francisco Sagasti, por parte del grupo ultraderechista La Resistencia, como «protesta ciudadana» y no como lo que verdaderamente es, decidió renunciar al canal de noticias. 
En una entrevista digital con Sálvese quien pueda, Mávila confesó que no quería entrevistar al criptoanalista Arriarán y que Hume no aceptó la renuncia de Huertas después de la polémica entrevista e incluso hubo maltratos laborales hacia ella.

### Discusión con Franco Vidal
El alcalde de Ate, Franco Vidal está envuelto en varias polémicas por su gestión en su distrito, él se defiende mediante sus seguidores llamados «Backyardigans» en alusión a la serie homónima y comenzaron a amenazar a varios periodistas locales como Alexandra Hörler y René Gastelumendi, en julio de 2025 Mávila acusó a Franco de extorsionar a ella y al equipo de Ocurre ahora tras mostrar las irregularidades luego de desalojar en Huaycán a varios empresarios de juegos infantiles, por lo que Vidal lo entendió como "difamación" y le amenazó a enviar una demanda a Mávila. El 23 de julio, Mávila recibió la carta notarial de Vidal por difamación agravada y, para evitar más problemas, se rectificó y pidió disculpas al burgomaestre.